# Eunidia subannulicornis
Eunidia subannulicornis là một loài bọ cánh cứng trong họ Cerambycidae.